# Llista d'escultors de l'antiga Grècia
A continuació es presenta una llista dels escultors grecs més destacats de l'època clàssica.
| Índex A B C D E F G H I J K L M N O P Q R S T U V W X Y Z |

## A
- Aeció (escultor)
- Agàsies (escultor)
- Agàsies d'Efes
- Agastes
- Agèlades
- Agesandre
- Agoràcrit
- Alcàmenes d'Atenes
- Alcó
- Alexis de Sició
- Alipos
- Amfícrates (escultor)
- Amfió de Cnossos
- Amfístrat
- Amicleu
- Anaxàgores d'Egina
- Andreas d'Argos
- Andròstenes d'Atenes
- Anteu
- Antènor (escultor)
- Antíoc (escultor)
- Apel·las (escultor)
- Apol·lodor el boig
- Apol·loni de Tral·les
- Arcesilau (escultor)
- Àrgios
- Aristides (escultor)
- Aristodem (escultor)
- Aristomedont d'Argos
- Aristandre de Paros
- Aristogíton de Tebes
- Aristòmac (escultor)
- Aristomedes de Tebes
- Aristònides (escultor)
- Aristó (escultor)
- Arquelau de Prienne
- Artemó (escultor)
- Arístees d'Afrodísia
- Arístocles de Cidònia
- Arístocles de Sició
- Aristònous d'Egina
- Ascar
- Asopodor
- Àtal (escultor)
- Atenodor de Clítor
- Atenodor de Rodes
- Atilià d'Afrodísies

## B
- Bàtrac
- Bedes
- Briaxis
- Bupal de Quios

## C
- Calamis
- Calcòstenes
- Cal·licles de Megara
- Cal·listònic
- Cal·lon d'Egina
- Cal·lon d'Elis
- Cal·líades (escultor)
- Cal·límac (artista)
- Cal·lístrat (escultor)
- Cares de Lindos
- Cartes d'Esparta
- Cefisòdot el jove
- Cefisòdot el vell
- Cípsel Atió
- Clearc de Rhègion
- Cleotes
- Cleòmenes (escultor)
- Cleòmenes el jove
- Cleó de Sició
- Cleotes
- Colotes de Paros
- Cresiles
- Crisòtemis
- Cràter (escultor)
- Críties (escultor)
- Ctesicles (escultor)
- Cànac de Sició el jove
- Càntar de Sició

## D
- Daip
- Damees de Cleitor
- Damees de Crotona
- Damofó
- Damòcrit de Sició
- Dèdal de Bitínia
- Demetri (escultor)
- Desilau
- Detondes
- Dibutades de Sició
- Dinòmenes (escultor)
- Diodor (orfebre)
- Diodot (escultor)
- Diodot de Nicomèdia
- Dionisicles
- Dionís (escultor)
- Dionís d'Argos
- Dipè
- Diul·le (escultor)
- Diògenes (escultor)
- Dontes
- Doríclides

## E
- Èmil
- Epígon (escultor)
- Escil·lis
- Escimne (escultor)
- Escopes de Paros
- Eubuleu
- Eubúlides de Cròpia
- Eucadme
- Euclides d'Atenes
- Euforió (escultor)
- Eufrànor d'Atenes
- Eufrònides (escultor)
- Eumnest
- Eunic de Mitilene
- Euquir de Corint (segle VI aC)
- Euquir de Corint (segle VII aC)
- Euquir de Cròpia
- Eutèlidas d'Argos
- Eutícrates
- Èutiques de Bitínia
- Eutíquides

## F
- Fídies

## G
- Gitiades
- Glauc d'Argos
- Glauc de Lemnos
- Glauc de Quios
- Glicó (escultor)
- Glàucies d'Egina
- Gòrgies d'Esparta

## H
- Hefestió (escultor)
- Hegèsies (escultor)
- Heliodor (escultor)
- Hermocles
- Hermocreó (escultor)
- Hermògenes de Citera
- Hermó de Trezen
- Heràclides d'Efes
- Heròdot d'Olint
- Hipatòdoros
- Hègies
- Hípies (escultor)
- Hípies (mestre de Fídies)

## I
- Isidor (escultor)
- Isigò (escultor)

## L
- Lafes
- Learc de Rhègion
- Leostràtides
- Lesbotemis
- Leucó (escultor)
- Leòcares el Jove
- Leòcares el Vell
- Lici d'Eleuteres
- Lisip
- Lisistrat
- Lisànies (escultor)
- Lisícrates
- Lísies (escultor)
- Lísip de Sició

## O
- Ofelió (escultor)
- Olimp (escultor)
- Olimpiostenes
- Onasimedes
- Onates d'Egina
- Onet

## P
- Panties
- Pàpies d'Afrodísia
- Pasiteles el Jove
- Pasiteles el Vell
- Patrocles (escultor)
- Pausànies d'Apol·lònia
- Peoni de Mende
- Períclit (escultor)
- Piròmac el Jove
- Pirros (escultor)
- Pistó (escultor)
- Pisó (escultor)
- Pitàgores de Rhegium
- Pitòdor (escultor)
- Pitòdor de Tebes
- Plòcam
- Policarm (escultor)
- Policles el Jove
- Policles el Vell
- Policlet el vell
- Policlet el Jove
- Polidor de Rodes
- Polimnest (escultor)
- Polícrates (escultor)
- Potí d'Atenes
- Praxies
- Praxíteles
- Prilampes
- Protis
- Ptòlic d'Egina
- Ptòlic de Còrcira
- Pàmfil (escultor)
- Pàpies d'Afrodísia
- Pèril

## Q
- Querees (escultor)
- Quionis de Corint
- Quirísop (escultor)

## R
- Recos

## S
- Salpió
- Samoles d'Arcàdia
- Siadres d'Esparta
- Silanió
- Simos de Salamina
- Simó d'Egina
- Socles
- Sofronisc
- Soides
- Somis
- Sosibi d'Atenes
- Sosicles (escultor)
- Sosipatre de Soli
- Sòcrates de Tebes
- Sòstrat (escultor)
- Sòstrat de Quios

## T
- Tales de Sició
- Taurisc de Tral·les
- Tecteu
- Telefanes
- Telesies (escultor)
- Telestes
- Telesàrquides
- Telesó
- Teocles de Lacedemònia
- Teodor (escultor)
- Teodor d'Argos
- Teomnest de Sardes
- Teoprop
- Teòcosm
- Timocles d'Atenes
- Timoteu (escultor)
- Timàrquides
- Timòcaris
- Tisandre
- Tisàgores
- Tisícrates (escola de Lisip)
- Tisícrates (escultor)
- Trasímedes
- Trasó
- Tròfim

## X
- Xenòcrates (escultor)
- Xenòcrit de Tebes
- Xenòfant de Tassos
- Xenofont (escultor)

## Z
- Zenes.
- Zenòdor (artista).
- Zenó d'Afrodísies.
- Zenó de Soli.
- Zeuxiades (escultor).